# Janez Učakar
Janez Učakar, slovenski partizan in narodni heroj, * 18. april 1918, Pristava pri Limbarski Gori, † 22. april 1995, Ljubljana.

## Življenjepis
Janez Učakar, narodni heroj, polkovnik JLA, se je rodil v zaselku Pristava pri Limbarski Gori mizarju Janezu in Mariji rojeni Stenko. Po osnovni šoli na Ježici se je 1935 tu izučil za krojača ter do 1941 delal kot krojaški pomočnik; tedaj sodeloval v delavskem kulturnem društvu Vzajemnost in pri dveh stavkah. Po okupaciji se je povezal z RK KPS v Zgornji Šiški, odšel 8. avg. 1941 v partizane, kjer je bil soustanovitelj Stiške čete, oktobra 1941, po sprejemu v KPS, dodeljen VOS v Ljubljani, tu sodeloval pri raznih akcijah, dokler ni bil 24. februarja 1942 aretiran in interniran v Gonarsu, od koder je s sedmerico drugih avgusta 1942 pobegnil skozi rov, se pridružil partizanskim enotam na Primorskem, postal prvi komandir III. čete bataljona S. Gregorčič, ki je delovala na desnem bregu Soče, nato je postal politkomisar IV. bataljona  in Soškega odreda, komandant III. bat. Severnoprimorskega odreda. Od maja 1943 je bil obveščevalec: najprej v  Gradnikovi brigadi, nato kot komandir grupe VOS za Severno Primorsko in komandant bataljona VOS za slovensko Benečijo. V septembru 1943 je vodil akcijo za osvoboditev Čedada, januarja 1944 je bil imenovan za člana PK VOS za Slovnsk primorje, marca 1944. za načelnika štaba Briško–beneškega odreda, septembra 1944 za obveščevalnega oficirja 9. korpusa, pozneje pa IV. armade JA. Maja 1945 je Učakar sodeloval v bojih za osvoboditev Vidma, po letu 1945 delal v obveščevalnih službah: generalštaba STO 1946–1947 (vmes v obveščevalni šoli 1946), kot inštruktor v generalštabu albanske vojske v Tirani (od sept. 1947 do maja 1948), generalštaba JLA 1948–1951 (tedaj tudi študiral na pehotni oficirski šoli v Sarajevu 1948–1949) ter kot načelnik XIX. korpusa v Kumanovem 1951–1953 in nazadnje XI. Korpusa v Zagrebu od 1953 dalje (1961 končal študij na višji voj. akad. v Beogradu). Po upokojitvi 1966 je delal pri organiziranju TO (komandant za ljubljansko pokrajino) in splošnega ljudskega odpora. Učakar je bil med NOB osemkrat ranjen, od tega trikrat težje.

## Odlikovanja in priznanja
- Učakar je bil proglašen za narodnega heroja 27. nov. 1953. Poleg tega pa je nosilec še:
- Partizanske spomenice 1941 ter števevilnih drugih odlikovanj, mdr.:
- 2x Red za hrabrost, (1944 in 1945);
- Red partizanske zvezde s puškama, (1945);
- Red zaslug za ljudstvo II. stopnje, (1946);
- 2x Red bratstva in enotnosti s srebrnim vencem, (1947; JLA, 1952);
- Red za vojaške zasluge s srebrnimi meči, (1956);
- Red republike s srebrnim vencem, (1971); prejel pa je še:
- Zlato plaketo Zveze rezervnih vojaških oficirjev (1972) ter
- Plaketo mesta Zagreba (1972).